# Barbara Wagner (Eiskunstläuferin)
Barbara Aileen Wagner (* 5. Mai 1938 in Toronto, Ontario) ist eine ehemalige kanadische Eiskunstläuferin, die im Paarlauf startete.

## Karriere
Zunächst konzentrierte Barbara Wagner sich auf ihre Karriere als Einzelläuferin, begann 1952 jedoch als Partnerin von Robert Paul mit dem Paarlaufen. Trainer des Paares war Sheldon Galbraith.
Ihren ersten Erfolg bei nationalen Meisterschaften feierten Wagner und Paul 1954 mit dem Gewinn der Kanadischen Juniorenmeisterschaft im Paarlauf. Zwei Jahre darauf konnten sie auch bei den Senioren den nationalen Titel erringen. Von da an bis zum Ende ihrer Amateurkarriere blieben sie bei Kanadischen Meisterschaften ungeschlagen und gewannen zwischen 1956 und 1960 fünfmal in Folge den Paarlauftitel.
Ebenfalls ungeschlagen blieben Wagner und Paul zwischen 1957 und 1960 bei den Eiskunstlauf-Weltmeisterschaften. Zudem gewannen sie 1957 und 1959 bei den Nordamerikanischen Eiskunstlaufmeisterschaften.
Bei den Olympischen Winterspielen 1960 in Squaw Valley brachen Wagner und Paul ihre Kür zunächst ab, da die Schallplatte beim Abspielen der Kürmusik sprang und sie irritierte. Sie durften jedoch neu beginnen und wurden mit einer fehlerlosen Kür unumstritten Olympiasieger. Sie waren damit die ersten kanadischen Olympiasieger im Paarlaufen. Bis zu den Olympischen Spielen 2002 blieben sie auch das einzige kanadische Paar, dem ein Sieg bei Olympia gelang.
Nach dem erfolgreichen Jahr 1960 verließen Wagner und Paul den Amateursport, traten aber noch bis 1964 als Profis bei der Eisrevue „Ice Capades“ auf.
Seit dem Ende ihrer aktiven Zeit arbeitet Wagner als Trainerin. Sie war mit dem US-amerikanischen Eiskunstläufer James Grogan verheiratet und ließ sich später von ihm scheiden.

## Ergebnisse

### Paarlauf
(mit Robert Paul)
| Wettbewerb / Jahr          | 1955 | 1956 | 1957 | 1958 | 1959 | 1960 |
| -------------------------- | ---- | ---- | ---- | ---- | ---- | ---- |
| Olympische Winterspiele    |      | 6.   |      |      |      | 1.   |
| Weltmeisterschaften        | 5.   | 5.   | 1.   | 1.   | 1.   | 1.   |
| Kanadische Meisterschaften | 2.   | 1.   | 1.   | 1.   | 1.   | 1.   |